# 분데스리가 2011-12
푸스발-분데스리가 2011-12는 푸스발-분데스리가의 49번째 시즌이다. 이 시즌은 2011년 8월 5일에 전 시즌 챔피언 보루시아 도르트문트의 경기로 개막하여, 2012년 5월 5일에 마지막 경기로 폐막하였다. 겨울 휴식기는 2011년 12월 17일에서 2012년 1월 20일까지 지속되었다.
이번 시즌은 전 시즌의 상위 15개 팀, 2 분데스리가의 상위 2개 팀, 그리고 전 시즌 1부 분데스리가 16위와 2부 분데스리가 3위간의 강등 플레이오프 승자가 참여하였다.
독일 리그 순위가 UEFA 계수 총점이 4위에서 3위로 2010-11시즌 종료 후 상승함에 따라, 분데스리가 팀의 UEFA 챔피언스리그 진출권이 3개에서 4개로 증가하였다.

## 참가 팀
아인트라흐트 프랑크푸르트와 FC 장크트 파울리는 2010-11 시즌 종료 후 각각 17위와 18위로 마감하여 2 분데스리가로 강등되었다. 프랑크푸르트는 그 전까지 6년 연속으로 분데스리가에 속해 있었지만, 장크트 파울리는 승격 후 1년의 데뷔를 끝으로 바로 강등되었다.
강등된 두 팀은 2 분데스리가 2010-11의 우승팀 헤르타 BSC 베를린과 준우승팀 FC 아우크스부르크로 대체되었다. 아우크스부르크는 1 분데스리가에서의 첫 시즌이며, 헤르타 BSC는 2 분데스리가에서의 단 한시즌만에 1 분데스리가로 복귀하였다.
플레이오프는 1 분데스리가 16위 보루시아 묀헨글라트바흐와 2 분데스리가 3위 VfL 보훔 간의 경기였다. 묀헨글라트바흐는 합계 2-1로 승리하여, 1 분데스리가 잔류에 성공하였다.

### 경기장과 위치
가장 눈에 띄는 변경은 1. FSV 마인츠 05에서 일어났고, 구단은 슈타디온 암 브루히베크에서 새로 개장한 코파스 아레나로 홈구장을 옮겼다. 다른 주요 변경사항은 메르세데스-벤츠 아레나의 2009-10 시즌부터 시행한 리모델링 공사의 완료로, 경기장은 축구 전용 구장으로 바뀌었다. 올해 승격한 FC 아우크스부르크의 홈구장 임풀스 아레나는 SGL 카본사가 2011년 5월에 스폰서 계약권을 따냄에 따라 SGL 아레나로 명명되었다.

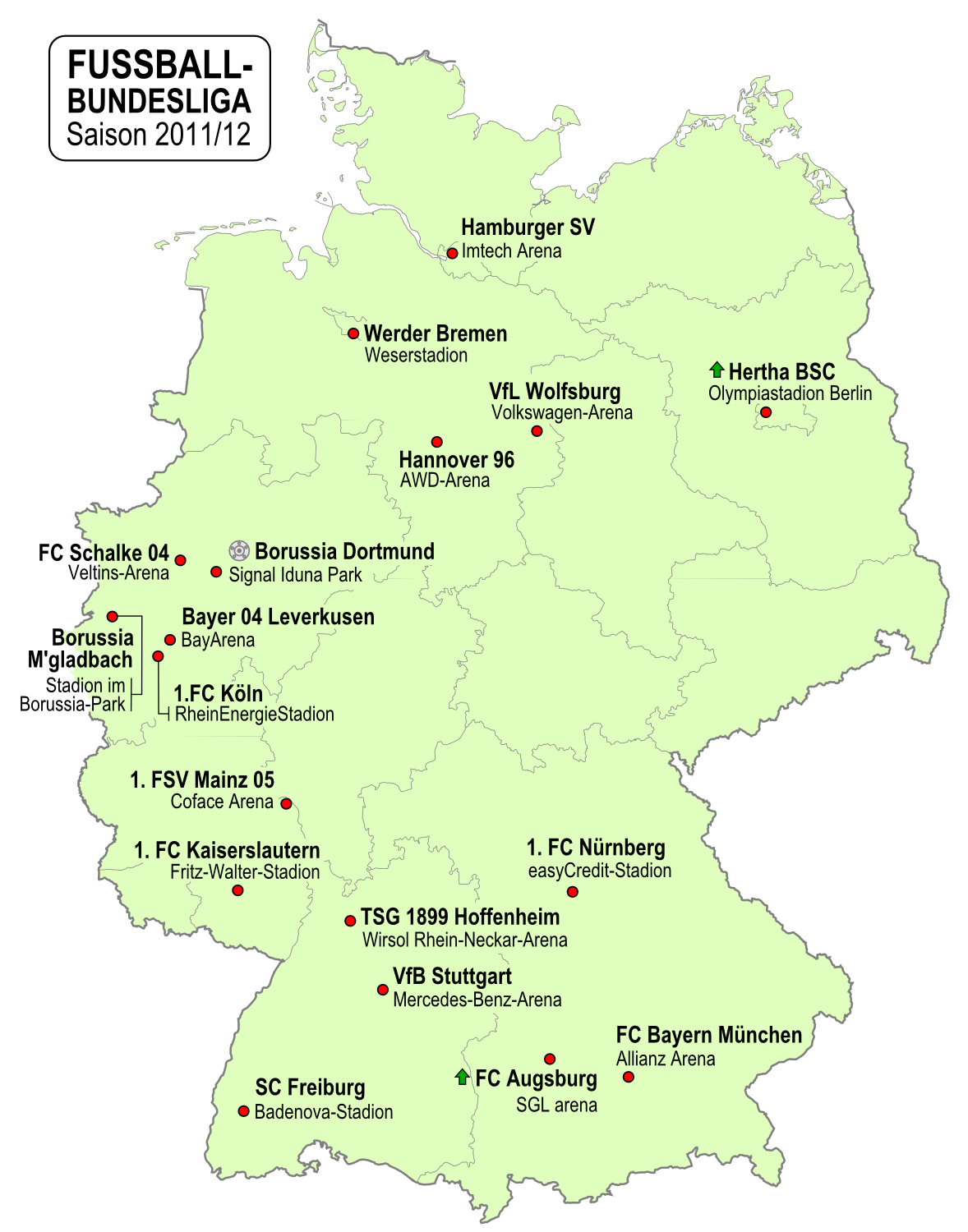
2011-12 시즌 홈구장 위치

| 구단                    | 위치             | 홈구장                 | 수용 인원 |
| ----------------------- | ---------------- | ---------------------- | --------- |
| 뉘른베르크              | 뉘른베르크       | 프랑켄슈타디온         | 48,548    |
| 보루시아 도르트문트     | 도르트문트       | 지그날 이두나 파크     | 80,720    |
| 마인츠 05               | 마인츠           | 코파스 아레나          | 33,500    |
| 보루시아 묀헨글라트바흐 | 묀헨글라트바흐   | 보루시아 파크          | 54,057    |
| 바이어 04 레버쿠젠      | 레버쿠젠         | 바이아레나             | 30,210    |
| 바이에른 뮌헨           | 뮌헨             | 알리안츠 아레나        | 69,901    |
| 베르더 브레멘           | 브레멘           | 베저슈타디온           | 42,500    |
| 볼프스부르크            | 볼프스부르크     | 폴크스바겐 아레나      | 30,000    |
| 샬케 04                 | 겔젠키르헨       | 벨틴스 아레나          | 61,673    |
| 슈투트가르트            | 슈투트가르트     | 메르세데스-벤츠 아레나 | 60,204    |
| 아우크스부르크          | 아우크스부르크   | 임풀스 아레나          | 30,660    |
| 쾰른                    | 쾰른             | 라인에네르기슈타디온   | 50,000    |
| 카이저슬라우테른        | 카이저슬라우테른 | 프리츠 발터 슈타디온   | 49,780    |
| 프라이부르크            | 프라이부르크     | 드라이잠 슈타디온      | 24,000    |
| 하노버 96               | 하노버           | AWD 아레나             | 49,000    |
| 함부르크                | 함부르크         | 폴크스파르크슈타디온   | 57,274    |
| 호펜하임                | 진스하임         | 라인 네카어 아레나     | 30,164    |
| 헤르타 BSC              | 베를린           | 베를린 올림픽 스타디움 | 74,228    |

### 감독, 주장과 스폰서
하단의 구단 스폰서와 더불어, 리그의 모든 팀들은 2011-12 시즌의 공식 공인구로 아디다스의 자블라니에서 파생한 토파브릭 (Torfabrik)을 사용하였다. 이 시즌의 공인구는 전 시즌의 디자인으로부터 변형된 것이다.
| 구단                    | 감독                  | 주장                | 유니폼 스폰서          | 메인 스폰서       |
| ----------------------- | --------------------- | ------------------- | ---------------------- | ----------------- |
| 뉘른베르크              | 디터 헤킹             | 라파엘 섀퍼         | 아디다스               | 아레바            |
| 보루시아 도르트문트     | 위르겐 클로프         | 제바스티안 켈       | 카파                   | 에보닉            |
| 마인츠 05               | 토마스 투헬           | 니콜체 노베스키     | 나이키                 | 엔테가            |
| 보루시아 묀헨글라트바흐 | 뤼시앵 파브르         | 필립 다엠스         | 로토 스포르트 이탈리아 | 포스트방크        |
| 바이어 04 레버쿠젠      | 로빈 두트             | 지몬 롤페스         | 아디다스               | 선파워            |
| 바이에른 뮌헨           | 유프 하인케스         | 필리프 람           | 아디다스               | T-홈              |
| 베르더 브레멘           | 토마스 샤프           | 클레멘스 프리츠1    | 나이키                 | 타르고 은행       |
| 볼프스부르크            | 펠릭스 마가트         | 크리스티안 트레슈   | 아디다스               | 폭스바겐          |
| 샬케 04                 | 후프 슈테벤스         | 베네딕트 회베데스   | 아디다스               | 가즈프롬          |
| 슈투트가르트            | 브루노 라바디아       | 제르다어 타스치     | 푸마                   | 가지              |
| 아우크스부르크          | 요스 뤼휘카이         | 파울 페어해흐2      | 야코                   | AL-KO             |
| 쾰른                    | 스톨레 솔바켄         | 페드루 제루멜       | 리복                   | REWE              |
| 카이저슬라우테른        | 마르코 쿠어츠         | 크리스티안 티페르트 | 울스포트               | 올개우어 라첸키퍼 |
| 프라이부르크            | 크리스티안 슈트라이히 | 율리안 슈스터       | 나이키                 | 에어만            |
| 하노버 96               | 미르코 슬롬카         | 스티븐 체룬돌로     | 야코                   | TUI 여행사        |
| 함부르크                | 토르스텐 핑크         | 하이코 베스테르만   | 아디다스               | 에미레이트 항공   |
| 호펜하임                | 마르쿠스 바벨         | 안드레아스 베크     | 푸마                   | 선테크            |
| 헤르타 BSC              | 오토 레하겔           | 안드레 미야토비치   | 나이키                 | 도이체 반         |

주

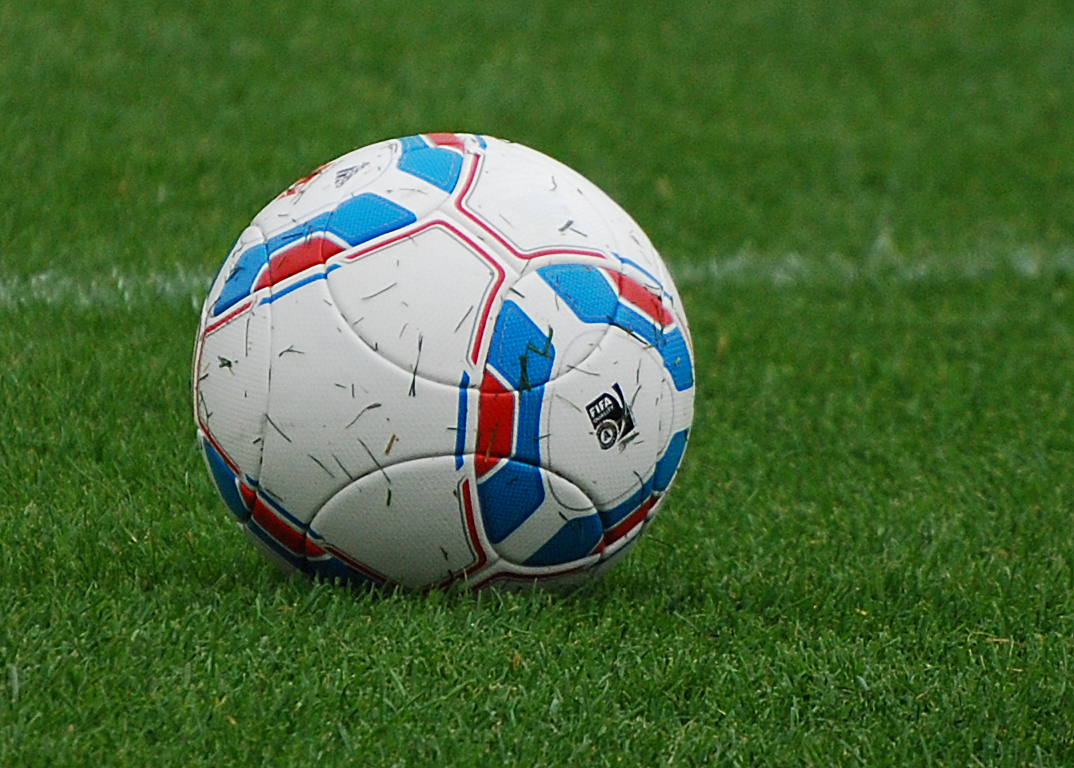
2011-12 시즌의 아디다스 토파브릭

1 베르더 브레멘은 페어 메르테자커를 시즌 초에 새 주장으로 선정하였지만, 2011년 8월 31일에 프리미어리그의 아스널로 이적함에 따라 주장 자리가 다시 공석이 되었다. 이후 베르더 브레멘은 클레멘스 프리츠를 새 주장으로 선임하였다.
2 FC 아우크스부르크는 우베 묄레가 FC 에네르기 콧부스로 2011-12 시즌 겨울 이적시장에 이적함에 따라, 파울 페어해흐가 새 주장이 되었다.

### 감독 교체
| 클럽               | 해임된 감독                 | 사유                   | 해임일     | 후임 감독                   | 부임일     | 당시 리그 순위 |
| ------------------ | --------------------------- | ---------------------- | ---------- | --------------------------- | ---------- | -------------- |
| 바이어 04 레버쿠젠 | 유프 하인케스               | 계약 만료              | 2011-06-30 | 로빈 두트                   | 2011-07-01 | 오프 시즌      |
| 바이에른 뮌헨      | 안드리스 용커르             | 감독 대행기간 종료     | 2011-06-30 | 유프 하인케스               | 2011-07-01 | 오프 시즌      |
| 프라이부르크       | 로빈 두트                   | 레버쿠젠이 위약금 지불 | 2011-06-30 | 마르쿠스 소르크             | 2011-07-01 | 오프 시즌      |
| 호펜하임           | 마르코 페차이우올리         | 상호 계약 해지         | 2011-06-30 | 홀거 스타니슬라프스키       | 2011-07-01 | 오프 시즌      |
| 쾰른               | 폴커 핀케                   | 감독 대행기간 종료     | 2011-06-30 | 스톨레 솔바켄               | 2011-07-01 | 오프 시즌      |
| 함부르크           | 미하엘 외닝                 | 경질                   | 2011-09-19 | 로돌포 카르도소 (감독 대행) | 2011-09-19 | 18위           |
| 샬케 04            | 랄프 랑니크                 | 사임                   | 2011-09-22 | 후프 슈테벤스               | 2011-09-27 | 9위            |
| 함부르크           | 로돌포 카르도소 (감독 대행) | 감독 대행기간 종료     | 2011-10-10 | 토르스텐 핑크               | 2011-09-19 | 18위           |
| 헤르타 BSC         | 마르쿠스 바벨               | 경질                   | 2011-12-18 | 미하엘 스키베               | 2011-12-22 | 11위           |
| 프라이부르크       | 마르쿠스 소르크             | 경질                   | 2011-12-29 | 크리스티안 슈트라이히       | 2011-12-29 | 18위           |
| 호펜하임           | 홀거 스타니슬라프스키       | 경질                   | 2012-02-09 | 마르쿠스 바벨               | 2012-02-10 | 8위            |
| 헤르타 BSC         | 미하엘 스키베               | 경질                   | 2012-02-12 | 오토 레하겔                 | 2012-02-18 | 15위           |

## 순위
| 순위 | 팀                   | 경기 | 승 | 무 | 패 | 득 | 실 | 차  | 승점 | 참가 자격 및 강등                    |
| ---- | -------------------- | ---- | -- | -- | -- | -- | -- | --- | ---- | ------------------------------------ |
| 1    | 도르트문트 (C)       | 34   | 25 | 6  | 3  | 80 | 25 | +55 | 81   | UEFA 챔피언스리그 2012-13 조별 리그  |
| 2    | 바이에른 뮌헨        | 34   | 23 | 4  | 7  | 77 | 22 | +55 | 73   | UEFA 챔피언스리그 2012-13 조별 리그  |
| 3    | 샬케 04              | 34   | 20 | 4  | 10 | 74 | 44 | +30 | 64   | UEFA 챔피언스리그 2012-13 조별 리그  |
| 4    | 묀헨글라트바흐       | 34   | 17 | 9  | 8  | 49 | 24 | +25 | 60   | UEFA 챔피언스리그 2012-13 플레이오프 |
| 5    | 레버쿠젠             | 34   | 15 | 9  | 10 | 52 | 44 | +8  | 54   | UEFA 유로파리그 2012-13 조별 리그    |
| 6    | 슈투트가르트         | 34   | 15 | 8  | 11 | 63 | 46 | +17 | 53   | UEFA 유로파리그 2012-13 플레이오프   |
| 7    | 하노버 96            | 34   | 12 | 12 | 10 | 41 | 45 | -4  | 48   | UEFA 유로파리그 2012-13 3차 예선     |
| 8    | 볼프스부르크         | 34   | 13 | 5  | 16 | 47 | 60 | -13 | 44   |                                      |
| 9    | 베르더 브레멘        | 34   | 11 | 9  | 14 | 49 | 58 | -9  | 42   |                                      |
| 10   | 뉘른베르크           | 34   | 12 | 6  | 16 | 38 | 49 | -11 | 42   |                                      |
| 11   | 1899 호펜하임        | 34   | 10 | 11 | 13 | 41 | 47 | -6  | 41   |                                      |
| 12   | 프라이부르크         | 34   | 10 | 10 | 14 | 45 | 61 | -16 | 40   |                                      |
| 13   | 마인츠 05            | 34   | 9  | 12 | 13 | 47 | 51 | -4  | 39   |                                      |
| 14   | 아우크스부르크       | 34   | 8  | 14 | 12 | 36 | 49 | -13 | 38   |                                      |
| 15   | 함부르크             | 34   | 8  | 12 | 14 | 35 | 57 | -22 | 36   |                                      |
| 16   | 헤르타 베를린        | 34   | 7  | 10 | 17 | 38 | 64 | -26 | 31   | 강등 플레이오프                      |
| 17   | 쾰른 (R)             | 34   | 8  | 6  | 20 | 39 | 75 | -36 | 30   | 2 푸스발-분데스리가 2012-13으로 강등 |
| 18   | 카이저슬라우테른 (R) | 34   | 4  | 11 | 19 | 24 | 54 | -30 | 23   | 2 푸스발-분데스리가 2012-13으로 강등 |

* 마지막 업데이트 : 2012년 5월 5일
* 출처 : 분데스리가 공식 웹사이트
* 순위 결정방식 : 
1) 승점; 2) 골 득실차; 3) 득점 수.
* (C) = 우승; (R) = 강등; (P) = 승격; (O) = 플레이오프 승리; (A) = 다음 라운드 진출 
* 시즌이 끝나지 않은 경우만 사용되는 표시: 
(Q) = 대항전 진출 자격이 됨; (TQ) = 대항전 진출 자격이 됐으나 진출할 라운드가 정해지지 않음; (RQ) = 강등 결정전 진출 자격이 됨; (DQ) = 대항전 진출 자격을 잃음.

## 결과
| 원정홈           | NUR | DOR | MAI | MGL | LEV | FCB | BRE | WOB | S04 | STG | AUG | KOL | KAI | FRE | H96 | HAM | HOF | BSC |
| 뉘른베르크       |     | 0–2 | 3–3 | 1–0 | 1–4 | 0–1 | 1–1 | 1–3 | 4–1 | 2–2 | 1–0 | 2–1 | 1–0 | 1–2 | 1–2 | 1–1 | 0–2 | 2–0 |
| 도르트문트       | 2–0 |     | 2–1 | 2–0 | 1–0 | 1–0 | 1–0 | 5–1 | 2–0 | 4–4 | 4–0 | 5–0 | 1–1 | 4–0 | 3–1 | 3–1 | 3–1 | 1–2 |
| 마인츠 05        | 2–1 | 1–2 |     | 0–3 | 2–0 | 3–2 | 1–3 | 0–0 | 2–4 | 3–1 | 1–0 | 4–0 | 4–0 | 3–1 | 1–1 | 0–0 | 0–4 | 1–3 |
| 묀헨글라트바흐   | 1–0 | 1–1 | 1–0 |     | 2–2 | 3–1 | 5–0 | 4–1 | 3–0 | 1–1 | 0–0 | 3–0 | 1–0 | 0–0 | 2–1 | 1–1 | 1–2 | 0–0 |
| 레버쿠젠         | 0–3 | 0–0 | 3–2 | 1–2 |     | 2–0 | 1–0 | 3–1 | 0–2 | 2–2 | 4–1 | 1–4 | 3–2 | 0–2 | 1–0 | 2–2 | 2–0 | 3–3 |
| 바이에른 뮌헨    | 4–0 | 0–1 | 0–0 | 0–1 | 3–0 |     | 4–1 | 2–0 | 2–0 | 2–0 | 2–1 | 3–0 | 2–0 | 7–0 | 2–1 | 5–0 | 7–1 | 4–0 |
| 베르더 브레멘    | 0–1 | 0–2 | 0–3 | 2–2 | 1–1 | 1–2 |     | 4–1 | 2–3 | 2–0 | 1–1 | 3–2 | 2–0 | 5–3 | 3–0 | 2–0 | 1–1 | 2–1 |
| 볼프스부르크     | 2–1 | 1–3 | 2–2 | 0–0 | 3–2 | 0–1 | 3–1 |     | 2–1 | 1–0 | 1–2 | 1–0 | 1–0 | 3–2 | 4–1 | 2–1 | 1–2 | 2–3 |
| 샬케 04          | 4–0 | 1–2 | 1–1 | 1–0 | 2–0 | 0–2 | 5–0 | 4–0 |     | 3–1 | 3–1 | 5–1 | 1–2 | 4–2 | 3–0 | 3–1 | 3–1 | 4–0 |
| 슈투트가르트     | 1–0 | 1–1 | 4–1 | 1–3 | 0–1 | 1–2 | 4–1 | 3–2 | 3–0 |     | 2–1 | 2–2 | 0–0 | 4–1 | 3–0 | 1–2 | 2–0 | 5–0 |
| 아우크스부르크   | 0–0 | 0–0 | 2–1 | 1–0 | 1–4 | 1–2 | 1–1 | 2–0 | 1–1 | 1–3 |     | 2–1 | 2–2 | 2–2 | 0–0 | 1–0 | 0–2 | 3–0 |
| 쾰른             | 1–2 | 1–6 | 1–1 | 0–3 | 0–2 | 1–4 | 1–1 | 0–3 | 1–4 | 1–1 | 3–0 |     | 1–1 | 4–0 | 2–0 | 0–1 | 1–0 | 1–0 |
| 카이저슬라우테른 | 0–2 | 2–5 | 3–1 | 1–2 | 0–2 | 0–3 | 0–0 | 0–0 | 1–4 | 0–2 | 1–1 | 0–1 |     | 1–0 | 1–1 | 0–1 | 1–2 | 1–1 |
| 프라이부르크     | 2–2 | 1–4 | 1–2 | 1–0 | 0–1 | 0–0 | 2–2 | 3–0 | 2–1 | 1–2 | 1–0 | 4–1 | 2–0 |     | 1–1 | 1–2 | 0–0 | 2–2 |
| 하노버 96        | 1–0 | 2–1 | 1–1 | 2–1 | 0–0 | 2–1 | 3–2 | 2–0 | 2–2 | 4–2 | 2–2 | 4–1 | 2–1 | 0–0 |     | 1–1 | 2–1 | 1–1 |
| 함부르크         | 2–0 | 1–5 | 0–0 | 0–1 | 1–1 | 1–1 | 1–3 | 1–1 | 1–2 | 0–4 | 1–1 | 3–4 | 1–1 | 1–3 | 1–0 |     | 2–0 | 2–2 |
| 1899 호펜하임    | 2–3 | 1–0 | 1–1 | 1–0 | 0–1 | 0–0 | 1–2 | 3–1 | 1–1 | 1–2 | 2–2 | 1–1 | 1–1 | 1–1 | 0–0 | 4–0 |     | 1–1 |
| 헤르타 베를린    | 0–1 | 0–1 | 0–0 | 1–2 | 3–3 | 0–6 | 1–0 | 1–4 | 1–2 | 1–0 | 2–2 | 3–0 | 1–2 | 1–2 | 0–1 | 1–2 | 3–1 |     |

2012년 5월 5일까지 치른 모든 경기를 대상으로 함.
출처: 푸스발-분데스리가 공식 웹사이트
색상: 파랑 = 홈팀 승; 노랑 = 무승부; 빨강 = 원정 팀 승.
아직 치러지지 않은 경기 중 a표시는 그에 대한 문서가 있다는 것을 표시함.

## 통계

### 득점 기록
| 순위 | 선수                  | 소속팀                           | 득점 수 |
| ---- | --------------------- | -------------------------------- | ------- |
| 1    | 클라스얀 휜텔라르     | 샬케 04                          | 29      |
| 2    | 마리오 고메스         | 바이에른 뮌헨                    | 26      |
| 3    | 로베르트 레반도프스키 | 보루시아 도르트문트              | 22      |
| 4    | 클라우디오 피사로     | 베르더 브레멘                    | 18      |
| 4    | 루카스 포돌스키       | 1. FC 쾰른                       | 18      |
| 4    | 마르코 로이스         | 보루시아 묀헨글라트바흐          | 18      |
| 7    | 마르틴 하르니크       | VfB 슈투트가르트                 | 17      |
| 8    | 슈테판 키슬링         | 바이어 레버쿠젠                  | 16      |
| 9    | 라울                  | 샬케                             | 15      |
| 10   | 베다드 이비셰비치     | 1899 호펜하임 / VfB 슈투트가르트 | 13      |
| 10   | 가가와 신지           | 보루시아 도르트문트              | 13      |